# SG Schorndorf
Die Sportgemeinschaft Schorndorf 1846 e. V. ist ein Sportverein mit 20 Abteilungen und rund 4.800 Mitgliedern, davon mehr als 2.500 Kinder und Jugendliche, in Schorndorf. Neben Wettkampf- und Gesundheitssport für alle Altersgruppen hält die SG Schorndorf vor allem für Kinder ein breites Angebot bereit: dazu zählen Feriensportwochen, eine Bewegungswelt sowie eine Fußball- und Schwimmschule. Seit 2024 betreibt der Verein zwei Padel Courts im Sportpark Rems. Das vereinseigene Fitnessstudio (Ulrich Schatz Sportzentrum) ist Treffpunkt aller Generationen in und um Schorndorf mit dem Fokus auf Sport, Fitness, Gesundheit und Bewegung.

## Geschichte

### Historie und Vereinschronik
Die Gründung des Turnverein Schorndorf durch Leonhard Tafel ist auf das Jahr 1846 zurückzuführen. Da Protokolle über Ausschusssitzungen und Versammlungen erst ab 1891 angefertigt wurden, sind über die ersten Jahrzehnte des Sportvereins leider kaum Informationen bekannt. In den Anfangsjahren etabliert sich das Vereinsleben in Schorndorf Stück für Stück und die Künkelinhalle wird ab 1900 zum Zentrum des Sporttreibens. Aufgrund des Ersten Weltkrieges muss der Turnbetrieb um 1914 zum ersten Mal komplett lahmgelegt werden. Als das Sporttreiben wieder aufgenommen wird folgt ein Meilenstein dem anderen. 1919 erfolgt eine Umbenennung zum „Turn- und Sportverein Schorndorf 1846“, die Schwerathletik schließt sich dem Verein an, macht sich jedoch wenige Jahre später wieder selbstständig (ASV Schorndorf). 1923 trennen sich der Turnverein 1846 Schorndorf und der Sportverein Schorndorf 1903 und gehen bis zum erneuten Zusammenschluss 1939 getrennte Wege. In dieser Zeit erlebt der Turnverein 1846 einen Aufschwung, der zum Großteil dem damaligen Vorstand August Sommer und den zahlreichen arbeitsfreudigen Mitgliedern zuzuschreiben ist. Kurz vor Beginn des Zweiten Weltkriegs kann man sich 1939 erneut auf einen Zusammenschluss zum Turn- und Sportverein 1846 verständigen. Daraus wurde später der „Verein für Leibesübungen 1846“.
Eine Generalversammlung 1951 führt zum Austritt der Turner und Handballer (Turnverein 1846), welche später mit dem SKV Schorndorf (1946) fusionieren und ab 1973 den Turn- und Sportverein 1846 bilden. Parallel nimmt der Verein für Leibesübungen wieder die Jahreszahl 1903 in seinen Namen auf. Die Fußballer des FC Schorndorf schließen sich 1958 dem VfL an und es gelingt der Aufstieg in die 1. Fußball-Amateurliga. Der VfL kann 1981 über 1200 Mitglieder zählen. Nach langen Diskussionen und zahlreichen Gesprächen entschieden sich die Vorstände der TuS (Johann Phillip Palm) und des VfL (Martin Kurz) 1992, dass die Vorteile einer Fusion der beiden großen Vereine Schorndorfs überwiegen. Das war die Geburt der Sportgemeinschaft Schorndorf 1846. Seit der Fusion genießt der Sportverein ein ständiges Wachstum. Vor allem der Start des Bauprojekts Sportpark Rems im Jahr 2012 und die Eröffnung des Ulrich Schatz Sportzentrums 2015 sind als Meilensteine der Vereinsgeschichte anzusehen.

## Vorstände
Vorstand des Vereins war (1951 bis 1992 gab es zwei Vorsitzende):
| Zeitraum    | Vorstand                        |
| ----------- | ------------------------------- |
| 1846 – 1891 | Johann Friedrich Leonhard Tafel |
| 1891 – 1894 | C. Reihle                       |
| 1894 – 1905 | Bauwerkmeister Klingel          |
| 1905 – 1906 | Viktor Oettinger                |
| 1906 – 1909 | Georg Wahl                      |
| 1909 – 1910 | Nippert                         |
| 1910 – 1912 | Georg Wahl                      |
| 1912 – 1913 | Nippert                         |
| 1913 – 1919 | Friederer                       |
| 1919 – 1920 | Willy Hornschuh                 |
| 1920 – 1922 | Fritz Maier                     |
| 1923 – 1937 | August Sommer                   |
| 1937 – 1939 | Richard Kapphan                 |
| 1940 – 1945 | Gustav Failmezger               |
| 1946 – 1949 | Karl Wahl                       |
| 1949 – 1958 | August Sommer                   |
| 1951 – 1953 | Ernst Rapp                      |
| 1953 – 1992 | Philipp Palm                    |
| 1958 – 1969 | Otto Kurz                       |
| 1970 – 1974 | Fritz Abele                     |
| 1974 – 1981 | Konrad Berg                     |
| 1981 – 1984 | Otto H. Kurz                    |
| 1984 – 2000 | Martin Kurz                     |
| 2000 – 2003 | Jochen Winkler                  |
| 2003 – 2017 | Christoph Berger                |
| 2017 –      | Matthias Römer                  |

## Abteilungen
Mit 20 Abteilungen bietet die SG Schorndorf ein breites Spektrum an Bewegungsmöglichkeiten: American Football, Badminton, Basketball, Bikeriders, Freizeitgymnastik, Fußball, Handball, Budo, Karate, Leichtathletik, Schwimmen, Ski & Snowboard, Sportabzeichen, Sportpoker, Tai Chi & Kung Fu, Tanzen, Tennis, Tischtennis, Turnen, Volleyball. Im Folgenden wird die Geschichte der vier größten Abteilungen der SG Schorndorf zusammengefasst:

### Badminton
Die Badmintonabteilung wurde im November 1969 im damaligen TV Schorndorf durch Egbert Berg gegründet. Die ersten Übungsabende fanden im großen Saal des TV Vereinsheims statt. Zehn Jahre nach Gründung hatte die Abteilung bereits 111 Mitglieder und es spielten drei aktive Mannschaften – die Erste in der Landesliga. Die Schorndorfer Jugendarbeit wurde von nun an immer erfolgreicher. 1986 stieg die 1. Mannschaft von der Verbandsliga in die Regionalliga auf. Die erfolgreiche Jugendarbeit zahlte sich aus. Im Jahr 1990 wurde die Schülermannschaft Baden-Württembergischer Meister und die 1. Mannschaft stieg erstmals in die 2. Bundesliga auf.
Ab 1992 durfte die Abteilung fortan an drei Abenden in der neu erbauten Karl-Wahl-Halle trainieren. Bis heute die Heimat der Badmintonsportler. In der Folgezeit ernteten die Schorndorfer Sportler unzählige Meistertitel bei den Jugendlichen und Aktiven. Auch als Turnierausrichter wurden Meilensteine gesetzt. 1994 richtete die SG die Deutschen Juniorenmeisterschaften aus. Ebenfalls ein Highlight war das Länderspiel Deutschland gegen China vor über 1000 Zuschauern in der Karl-Wahl-Halle. Einziger Wermutstropfen: Das deutsche Team um Michael Keck unterlag den Weltklassespielern aus China mit 0:5.
Am 28. März 2010 schaffte die 1. Mannschaft den erneuten Aufstieg in die 2. Bundesliga Süd. Im Jahr 2013 gewann Miranda Wilson bei den Deutschen Meisterschaften U 13 alle drei möglichen Titel im Einzel, Doppel und im Mixed. Seither ist sie Mitglied im deutschen Nationalkader und nahm an drei Weltmeisterschaften teil. Im Jahr 2014 waren die Spieler der SG bei den in der Karl-Wahl-Halle ausgerichteten Baden-Württembergischen Meisterschaften Zuhause ausgesprochen erfolgreich und dominieren. Benjamin Wahl wurde zum vierten Mal in Folge mit dem Erich-Kniepert-Gedächtnispokal als erfolgreichster Spieler ausgezeichnet.
Nach einer Saison in der Regionalliga gelang 2015 der Wiederaufstieg in die 2. Bundesliga Süd in einem hart umkämpften Play-off-Finale gegen den TV Marktheidenfeld. Die erfolgreiche Jugendarbeit wurde 2015 mit dem Grünen Band, dem bedeutendsten Preis für Talentförderung in Deutschland, ausgezeichnet. Nach vielen weiteren Erfolgen wurde im Jahr 2020 ein neuer Höhepunkt gesetzt. Die 1. Mannschaft schaffte den Aufstieg in die 1. Bundesliga und die 2. Mannschaft den Aufstieg in die Regionalliga – die dritthöchste deutsche Spielklasse.
Mit rund 240 Mitgliedern, fünf aktiven Mannschaften von der Kreisliga bis zur 1. Bundesliga, einer Hobbymannschaft sowie erfolgreichen Schüler- und Jugendmannschaften ist die Badmintonabteilung der SG Schorndorf die Nummer eins in Baden-Württemberg und weit über die Landesgrenzen hinaus ein sportliches Aushängeschild für die Stadt und die SG Schorndorf.

### Fußball und Fußballschule
Die Anfänge des Fußballsports in Schorndorf reichen – soweit dies protokollarisch festgelegt ist- ins Jahr 1903 zurück. 1904 bildete sich der vereinigte Fußballclub. Im Jahr 1908 hat sich der Fußball-Klub mit dem Turnverein 1846 vereinigt und wurde als Fußballabteilung im Verein eingegliedert. Nun trat neben dem Turnen auch der Fußballsport in Erscheinung, an dessen Entwicklung in den nächsten Jahren gemeinschaftlich gearbeitet wurde, bis der mustergültige Spielplatz am Wehr mit seinem Sporthaus, Tribüne und schönen Badeplätzen geschaffen war.
1923 erfolgte der Austritt der Deutschen Turnerschaft aus dem Reichsausschuss für Leibesübungen. Während es der Deutschen Turnerschaft sonst fast überall gelang, die schwächeren Fußball-Abteilungen auszuschneiden, um selbst die Rechtsnachfolge des sogenannten Stammvereins zu übernehmen, waren die Verhältnisse in Schorndorf umgekehrt. Auf Grund eines Abstimmungsergebnisses musste die Turnabteilung aus dem Gesamtverein austreten. Die Sportabteilung, die in den „Sportverein 1903 e. V.“ umgewandelt wurde, galt von nun an als Stammverein. Zum 1. Vorsitzenden wurde August Sommer gewählt und blieb vierzehn Jahre in diesem Amt.
Die erfolgreichste Zeit der Schorndorfer Fußballer waren die 60er und 70er Jahre. 1966 gelang dem VfL Schorndorf erstmals der Aufstieg in die 1. Amateurliga Nordwürttemberg, der damals dritthöchsten deutschen Spielklasse, aus der man aber direkt wieder abstieg. 1973 gelang die Rückkehr und die Liga konnte bis 1978 gehalten werden. Mit der Einführung der Oberliga Baden-Württemberg 1978 konnte sich der VfL nicht für das neue Oberhaus qualifizieren und musste in die darunter eingerichtete Verbandsliga Württemberg.
Die Frauenmannschaft des VfL Schorndorf war von Mitte der 70er bis Anfang der 80er die klare Nr. 1 im Württembergischen Frauenfußball. In diesen Jahren gelang es siebenmal in Folge, die Endrunde um die deutsche Meisterschaft zu erreichen. Am DFB-Pokal nahm die Mannschaft als Verbandspokalsieger insgesamt dreimal teil.
Am 17. April 1994 fand, dank Klaus Bihlmaier, das legendäre Fußballspiel zwischen der Franz Beckenbauer-Portas-Gala-Elf und der SG Schorndorf AH/Stadtauswahl AH statt. Für die Stadt Schorndorf und die SG Schorndorf war es ein besonderes Event. Schon im Vorverkauf wurden über 1000 Eintrittskarten für das Spiel verkauft. Insgesamt kamen mehr als 4000 Zuschauer, die dem Spiel begeistert zuschauten.
Ergänzend zur Fußballabteilung wurde im Jahr 2005 die Fußballschule unter der Leitung von Steffen Moldenhauer gegründet. Die Zielsetzung der Fußballschule „Kick mit“ ist freizeitsportlich orientiert. In der Fußballschule finden Wettkämpfe ausschließlich als gelegentliche Freundschaftsspiele ohne regelmäßige Wochenendspiele statt. Wer mit einer Mannschaft am Ligaspielbetrieb teilnehmen möchte ist nach wie vor im bestehenden Fußballtraining der Abteilung richtig aufgehoben. „Kick mit“ ist eine Alternative, eine Vorstufe oder eine sinnvolle Ergänzung zum Wettkampfbetrieb im Vereinsfußball und wird bis zum heutigen Tag von der SG Schorndorf angeboten. A-Junioren-Trainer ist seit 2021 der ehemalige Oberligaspieler Faruk Civelek.

### Leichtathletik
Die Gründung der Leichtathletikabteilung ist auf das Jahr 1919 zurückzuführen. Schon in dieser Anfangszeit waren die Frauen mit Selma Sommer 1925/26 als Württembergische Meisterin im Hochsprung besonders erfolgreich. Ein großes Ereignis war es für die Schorndorfer Jugendlichen 1933, als sie zum Vergleichskampf gegen die Stuttgarter Vereine VfB, Kickers und den PSV eingeladen wurden. Mit dem 2. Platz hinter dem VfB gab es vor 8000 Zuschauern einen großen Erfolg. Arbeitsdienst und Wehrpflicht verhinderten bei den Aktiven die sportliche Entwicklung.
1949 schlossen sich die Leichtathleten der Wiedergründung des VfL Schorndorf an. Zahlreiche Frauen, Männer und Jugendliche waren auf Kreismeisterschaften und bei Sportfesten erfolgreich. Herausragende Erfolge gab es bei den Württembergischen Waldlaufmeisterschaften 1951 mit dem Mannschaftsvizemeister auf der langen Strecke bei den Männern. Im August 1951 wurde das vereinseigene Stadion mit Aschenbahn, erstellt durch viel Einsatz der Vorstände August Sommer, Otto Kurz und Fritz Abele und auch der Leichtathleten, durch württembergische Spitzenathleten eingeweiht. Als Blütezeit der Leichtathleten in Schorndorf können die 1950er und 1960er Jahre mit dem Umbau der Leichtathletikanlagen im Stadion 1962 und Wettkämpfen mit dem Start von nationalen Spitzenathleten im neuen Stadion betrachtet werden.
Unter Abteilungsleiter Ralf Brügel wechselte 2014 der Trainer Uwe Schneider mit einem starken Athletenteam nach Schorndorf. Hierunter allen voran die beiden Spitzenathleten der Mittel- und Langstrecken, Hanna Klein und Marcel Fehr. Fehr erreichte zwei dritte Plätze bei den Deutschen Meisterschaften und die Qualifikation für die Europameisterschaften. Bei den Team-Europameisterschaften 2017 gewannen beide den Meistertitel. Klein gewann zudem zwei deutsche Meistertitel 2018 über 5000 m und 2019 über 1500 m in der Halle. 2017 wurde sie über 1500 m Elfte bei den Weltmeisterschaften. Für die weitere Entwicklung wechselte Hanna Klein 2019 zur LAV Tübingen und Marcel Fehr mit weiteren Athleten zur LG Filstal. Der starke Nachwuchs im Laufbereich blieb unter Trainer Jürgen Kennert erhalten. Nina Ndubuisi wurde 2018 in der W14 bei der Deutschen Meisterschaft im Siebenkampf Vizemeisterin. 2020 wurde sie in den Bundeskader der Kugelstoßerinnen aufgenommen.
Ab 2017 wurde das Schorndorfer Stadion zum dritten Mal in seiner Geschichte vollständig umgebaut, dieses Mal im Wesentlichen getragen von der Stadt Schorndorf, die das Stadion in den Sportpark Rems integrierte.

### Turnen
Die Gründung der Turnabteilung ist nicht genau auf ein bestimmtes Jahr zu datieren. In den Anfangsjahren der SG wurden alle ausgeübten Sportarten als „Turnen“ bezeichnet. Mit der Zeit kamen weitere Sportangebote hinzu und das Turnen entwickelte sich als eigenständige Sportart. Die Einweihung Künkelinshalle im Jahr 1900 war für die Schorndorfer Turner ein Meilenstein. Dort konnte dann neben verschiedenen Festen auch der Trainingsbetrieb stattfinden.
1923 erfolgte der Austritt der Deutschen Turnerschaft aus dem Reichsausschuss für Leibesübungen. Während es sonst fast überall der Deutschen Turnerschaft, die schwächeren Fußball-Abteilungen auszuschneiden, um selbst als Rechtsnachfolger den sogenannten Stammverein zu übernehmen, waren die Verhältnisse in Schorndorf umgekehrt. Auf Grund eines Abstimmungsergebnisses musste die Turnabteilung aus dem Gesamtverein austreten. Die Sportabteilung, die in den „Sportverein 1903“ umgewandelt wurde, galt von nun an als Stammverein. Die Turnabteilung ihrerseits bildete den „Turnverein 1846 Schorndorf“. Nach dem erneuten Zusammenschluss im Jahr 1939 trennte man sich 1951 erneut und der TV schloss sich mit dem SKV Schorndorf zum TuS Schorndorf 1846 zusammen. Am 29. April 1992 konnten sich der TuS und der VfL Schorndorf auf einen Zusammenschluss zur Sportgemeinschaft Schorndorf 1846 einigen. Es folgte die Blütezeit der Schorndorfer Turnerinnen. 1994 konnten die Bundesligaturnerinnen der SG unter Trainerin Thiel ihren größten Erfolg feiern. Sie gewannen die Deutsche Mannschaftsmeisterschaft im Kunstturnen und turnten noch bis zur Trennung im Jahr 2003 viele Jahre erfolgreich in der Bundesliga.
Nach dem im Jahr 2003 notwendig gewordenen Neuaufbau dauerte es ein paar Jahre, bis die Turnabteilung wieder erfolgreich im Wettkampfbereich in Erscheinung trat. Bei Wettkämpfen auf Gau-, Bezirks- und Landesebene ist das Turn-Team der SG Schorndorf mittlerweile nicht mehr wegzudenken. Für sein erfolgreiches Trainingskonzept wurde das Turn-Team 2016 auf Bundesebene mit dem Goldenen Stern des Sports ausgezeichnet. Mittlerweile zählt das Turn-Team zu einer der größten Turnabteilungen im Turngau Rems-Murr.

### Sonstige Sportangebote und Projekte
Die SG bietet für Kinder und Jugendliche eine Bewegungswelt sowie eine Fußball- und Schwimmschule an. Bei den Feriensportwochen konnten in den vergangenen Jahren mehr als 1.000 Jungen und Mädchen betreut werden. Mit dem Kindergartenprojekt Hampelmann möchte die SG Schorndorf Kinder nachhaltig für den Sport begeistern. Das Großprojekt soll so vielen Kindergartenkindern wie möglich eine gratis Sportstunde pro Woche ermöglichen.

## Ulrich Schatz Sportzentrum
Das 2015 eröffnete Ulrich Schatz Sportzentrum der SG Schorndorf 1846 bietet auf rund 1400 Quadratmeter über 60 Kraft- und Ausdauerstationen, Cardio-Trainingsgeräte, einen Functional Tower für Kraft, Ausdauer und Beweglichkeit, computergesteuerte EGYM-Geräte, einen Wellnessbereich, einen Indoor-Kinderspielplatz sowie eine angegliederte Gastronomie. Ebenfalls angeboten wird ein umfassendes Kursprogramm von Reha- und Gesundheitssport über Cycling-Kurse bis hin zu verschiedensten Fitnesskursen. Eingebettet im Sportpark Rems hat der Standort auch im Außenbereich viele Angebote für Sportler (siehe Sportpark).

## Sportpark Rems
Auf einer Fläche von rund 100.000 Quadratmeter bietet der Sportpark Rems umfassende Sport- und Freizeitangebote. Seit 2012 wurde mit dem Ziel, den Sportpark zu einem pulsierenden Zentrum Schorndorfs und zum Besuchermagnet während der Remstal Gartenschau 2020 zu machen, an verschiedensten Sport- und Bewegungsangeboten gearbeitet. Direkt an der Rems haben Bewegungsfans, egal ob Profi- oder Gesundheitssportler die Möglichkeit, im Freien Sport zu machen. In den Sportpark eingebettet ist das Restaurant Platzhirsch mit Außenterrasse und Biergarten. Neben dem Stadion mit der blauen Bahn, dem Ulrich Schatz Sportzentrum und der AOK Arena eröffnete im Juni 2020 mit dem Bewegungskindergarten Purzelbaum ein weiteres Herzstück des Sportpark Rems.
Das gesamte Angebot des Sportparks im Überblick:
- Finnenbahn
- Stadion – Leichtathletikanlagen und Spielfeld Naturrasen
- inkl. Umkleidemöglichkeiten und WC
- Kinderhaus Purzelbaum inkl. Bewegungswelt und Gymnastikwelt
- Außengymnastikfläche
- Wasserspielplatz, Kletterfelsen, Trampoline
- Tennisplätze 1–4
- ICONIC Padel Courts
- AOK-Arena
- Multifunktionale Sandfläche
- Skate- und Inlineanlage
- DFB-Minispielfeld
- Spielfeld Kunstrasen
- Spielfeld Naturrasen
- Seniorensportanlagen
- Streetballfeld
- Funbox
- Fußball-Trainingsfeld Kunstrasen
- Bike-Park